# Min Fender
Min Fender är en av EP av Fint Tillsammans, utgiven 2004 på skivbolaget Silence Records. Skivan innehåller låtar från 1997-2003.

## Låtlista
1. "Min Fender"
2. "Pingviner"
3. "Vi går förbi"
4. "Ett steg ner"
5. "Ensam igen"
6. "I mitt piano"
7. "Jag ska aldrig glömma allt du har gjort för mig"